# Đura Jakšić
Đura Jakšić, pseudonimo di Georgije Jakšić (Srpska Crnja, 27 luglio 1832 – Belgrado, 16 novembre 1878), è stato uno scrittore e pittore serbo.

## Biografia
Durante la sua carriera, Jakšić rivolse le sue attenzioni soprattutto a due attività: la pittura e la letteratura.
Da giovane si avvicinò all'arte ed abbandonò gli studi commerciali per frequentare dapprima corsi di pittura in Ungheria ed in Romania, e successivamente per dedicarsi come professionista a questa arte, diventando uno dei più importanti rappresentanti del periodo pittorico romantico.
Nel 1848 si iscrisse all' Accademia delle Arti a Budapest e si perfezionò a Belgrado, a Vienna ed a Monaco di Baviera dove, per un breve periodo, alternò il mestiere di insegnante di disegno alla vita da bohemien ed all'attività pittorica.
I prodotti della sua maestria artistica si trovano presso i luoghi di culto o in collezioni private.

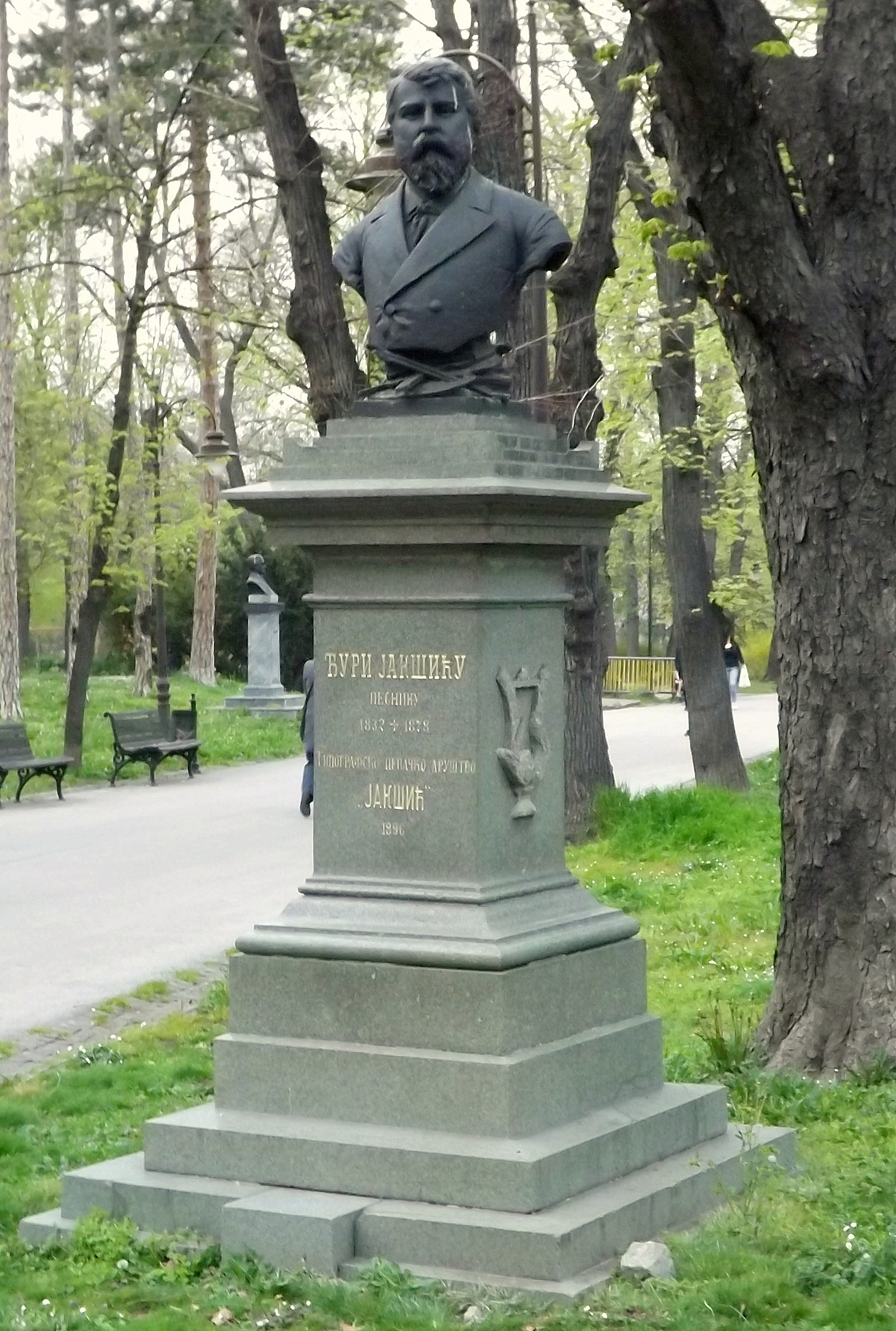
Busto di Đura Jakšić situato al Kalemegdan di Belgrado

Come letterato, Jakšić scrisse prevalentemente poesie (circa centocinquanta), racconti (quaranta) e drammi (tre).
Le sue liriche si caratterizzarono per i contenuti tendenti al pessimismo, a tematiche sociali e patriottiche, all'esaltazione della libertà politica e della ribellione alle tradizioni, alla descrizione della natura.
Il pessimismo di Jakšić fu motivato sia dalle sue condizioni sociali e relazionali problematiche, sia dallo scarso entusiasmo che provava nei confronti del mondo circostante e della situazione politica serba.
Tra i suoi modelli di riferimento letterario si possono citare George Gordon Byron e Jovan Jovanović Zmaj, ed il suo stile si dimostrò vicino al Romanticismo, seppur non privo di caratteri realistici e naturalistici.
La sua opera poetica più significativa risultò Prve žrtve (Le prime vittime), ispirata alle memorie del religioso Matej Nenadović.
I suoi racconti più apprezzati furono Pripovetke (Novelle, 1876), imperniato su tematiche sociali e scritto con stile realistico, Komadič svajcarskog sira (Un pezzetto di formaggio svizzero), Pismo pokojnoj cenzuri... (Una lettera alla defunta censura...) e Ciča Tima (Zio Tima), impreziositi da elementi satirici e umoristici. Tutti i suoi racconti evidenziarono una profonda ed arguta indagine psicologica dell'uomo, della società e dell'evoluzione storica.
Infine sono da ricordare i drammi Seoba Srbalja (La migrazione dei serbi, 1863), Jelisaveta kneginja cronogorska (Jelisaveta principessa di Montenegro, 1868) e Stanoje Glavaš (1878), basati su argomenti storici slavi e balcanici.

## Opere (pittura)
Le seguenti opere sono conservate al Museo nazionale di Serbia a Belgrado:
- Autoritratto Đura Jakšić;
- Battaglia di Montenegro;
- Kosovo;
- Orologio notturno (Nocna straza);
- L'omicidio di Karađorđe Petrović (Ubistvo Karađorđa);
- Strahinja Banović;
- Knez Lazar Hrebeljanović;
- Donna in blu (Devojka u plavom);
- Ritratto di Director Ćirić;
- Car Dušan;
- Knaz Milan Obrenović IV;
- La rivolta di Takovski (Takovski ustanak).

Đura Jakšić
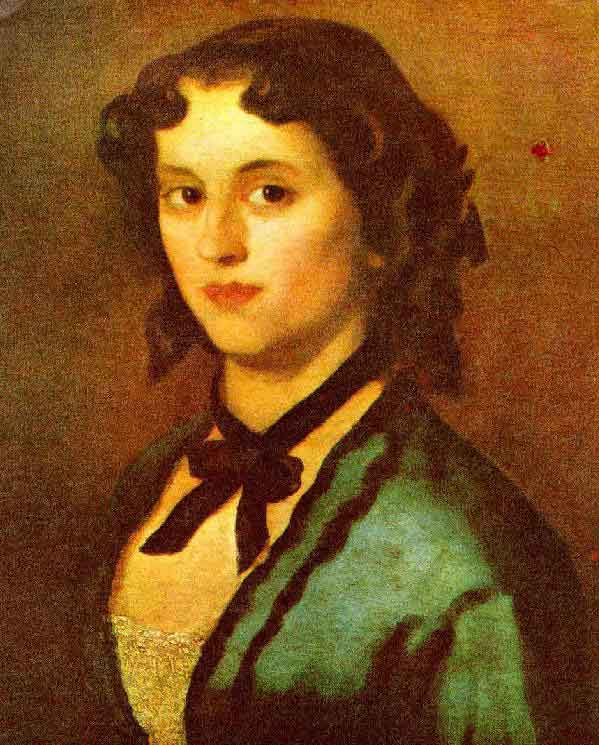
Donna in blu (Devojka u plavom)
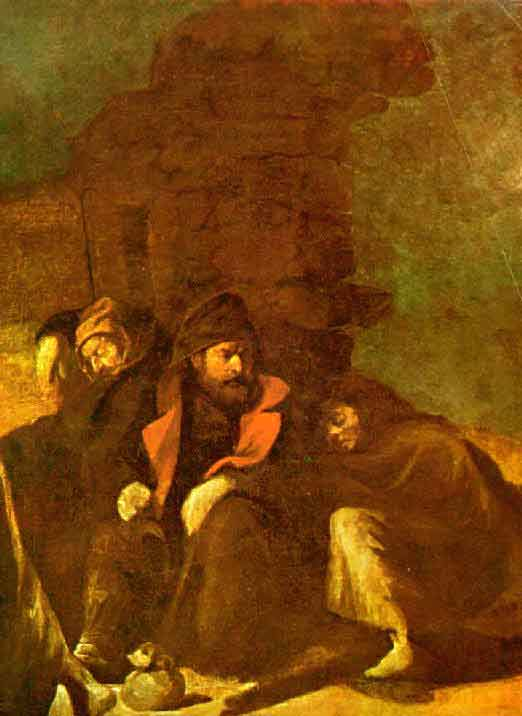
Orologio notturno (Nocna straza, 1876)
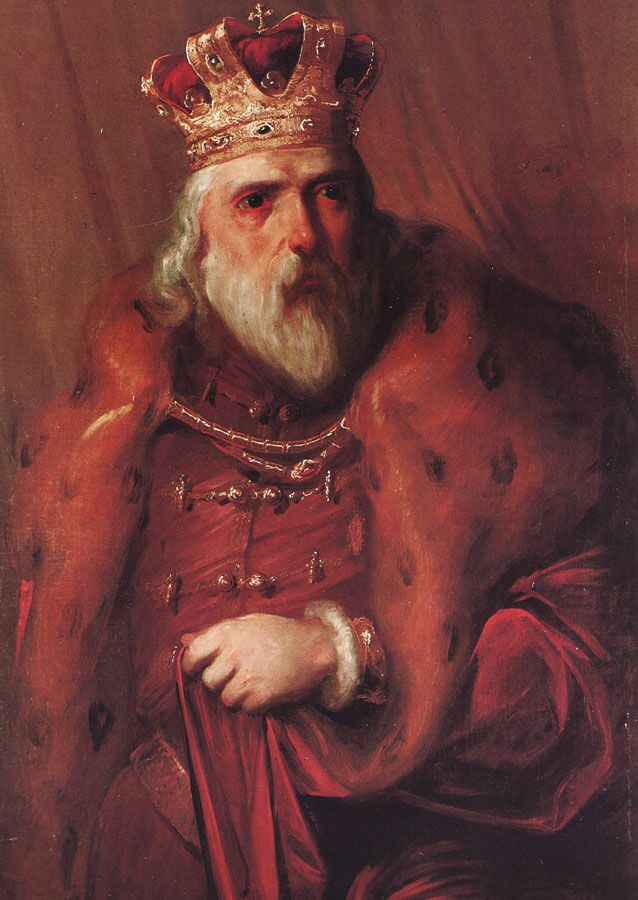
Knez Lazar Hrebeljanović, (1857)
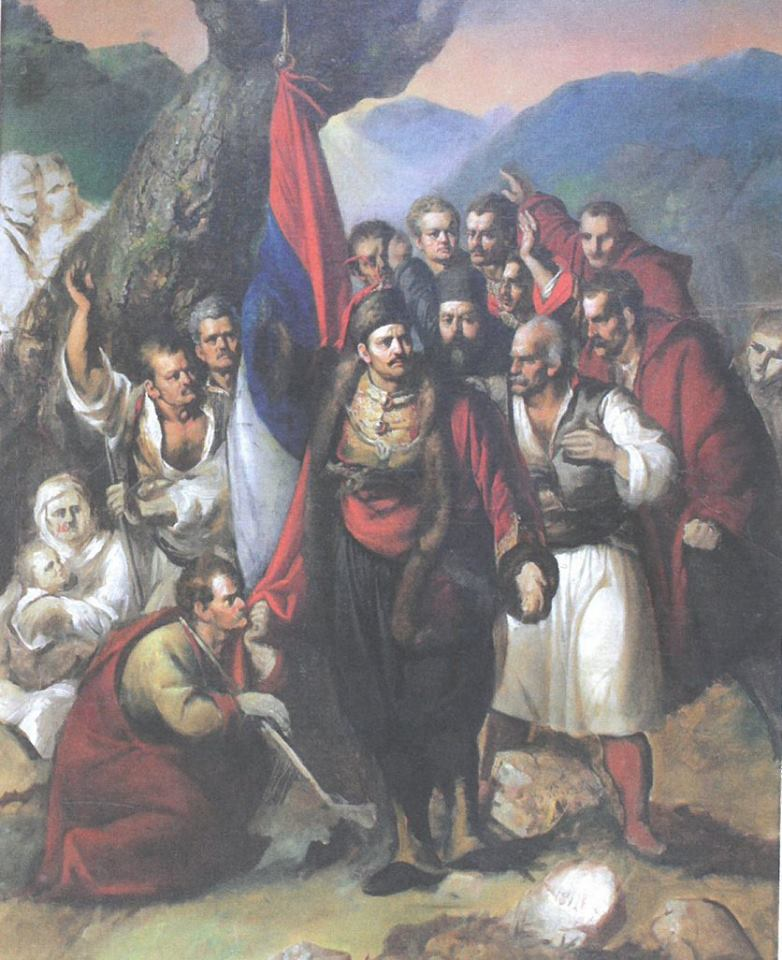
La rivolta di Takovski (Takovski ustanak, 1876)